# Міо Бакгауз
Міо Бакгауз (нім. Mio Backhaus, нар. 16 квітня 2004, Менхенгладбах, Німеччина) — німецький футболіст, воротар клубу «Вердер».

## Ігрова кар'єра

### Клубна
Міо Бакгауз починав займатися футболом у клубній академії «Алеманії» з Аахена. У 2018 році він приєднався до молодіжної команди бременського «Вердера». 
У 2021 році Бакгауза включили до основного складу команди, але він і далі грав за другу команду в Регіональній лізі. Воротар підписав з клубом новий контракт, дія якого закінчується у 2026 році. У липні 2023 року для набору ігрової практики Бакгауз був відправлений в оренду у клуб нідерландської Ередивізі «Волендам». Де він і дебютував на професійному рівні. Влітку 2024 року воротар повернувся до складу «Вердера».

### Збірна
Міо Бакгауз має японське походження, та у 2019 році він почав свої виступи на міжнародному рівні, захищаючи кольори юнацьких збірних Німеччини.